# Engystomops freibergi
Engystomops freibergi är en groddjursart som först beskrevs av Roberto Donoso-Barros 1969.  Engystomops freibergi ingår i släktet Engystomops och familjen Leiuperidae. IUCN kategoriserar arten globalt som livskraftig. Inga underarter finns listade i Catalogue of Life.